# 富林里 (龍潭區)
富林里是臺灣桃園市龍潭區的一個里，本里劃有31個鄰，總人口4,117人，國防部陸軍司令部所在之桃園市大漢營區大致位於本里。

## 政府行政機關
- 國防部陸軍司令部
- 法務部矯正署桃園女子監獄  （页面存档备份，存于）

## 其他
- 龍潭棒球場